# Ołeh Fedorczuk
Ołeh Wiktorowycz Fedorczuk, ukr. Олег Вікторович Федорчук, ros. Олег Викторович Федорчук, Oleg Wiktorowicz Fiedorczuk (ur. 10 lutego 1961 w Korosteniu) – ukraiński piłkarz grający na pozycji obrońcy, a wcześniej pomocnika, trener piłkarski.

## Kariera piłkarska

### Kariera klubowa
W 1979 rozpoczął karierę piłkarską w klubie Maszynobudiwnyk Borodzianka. W 1981 występował w czerkaskim Dnipro. Potem bronił barw reprezentacji Północnej Grupy Wojsk Armii Radzieckiej, stacjonującej w Polsce. W 1989 powrócił na Ukrainę, gdzie został piłkarzem Wołyni Łuck, skąd przeszedł do Sudnobudiwnyka Mikołajów. W 1990 przeniósł się do Dynama Biała Cerkiew, a następnego roku zakończył karierę piłkarską w Tempie Szepietówka.

## Kariera trenerska
Przez kilka lat po zakończeniu kariery zawodniczej pracował z dziećmi w klubach Łokomotyw Kijów, Dynamo Kijów, DJuSSz-15 Kijów, by w 1999 powrócić do profesjonalnej kariery trenerskiej. Najpierw trenował drugą drużynę kijowskiej Obołoni. Potem trzy sezony pracował w zespole Nafkom-Akademia Irpień, a we wrześniu 2004 objął stanowisko głównego trenera pierwszoligowej Tawrii Symferopol, którą prowadził do grudnia 2005. Następnie trenował kluby Krymtepłycia Mołodiżne, Kniaża Szczasływe i Nafkom Browary. Latem 2009 został zatrudniony w Nywie Winnica. 20 października 2011 roku przez konflikt z kierownictwem Nywy podał się do dymisji. 6 listopada 2012 przyjął propozycję pracy w klubie Arsenał Biała Cerkiew na stanowisku trenera-konsultanta. 11 czerwca 2013 został głównym trenerem w MFK Mikołajów. 3 listopada 2013 podał się do dymisji. 24 czerwca 2014 roku ponownie stał na czele MFK Mikołajów. 9 stycznia 2015 zmienił klub na FK Połtawa. 1 września 2015 został zwolniony z zajmowanego stanowiska. W lutym 2016 został mianowany na stanowisko głównego trenera klubu Enerhija Nowa Kachowka.

## Sukcesy i odznaczenia

### Sukcesy klubowe
- mistrz Wtoroj Ligi ZSRR: 1989
- zdobywca Ukraińskiej SRR: 1981

### Sukcesy trenerskie
- mistrz Drugiej Lihi Ukrainy: 2003